# Xの悲劇
『Xの悲劇』（エックスのひげき、The Tragedy of X ）は、1932年に発表されたアメリカ合衆国の推理作家エラリー・クイーンの長編推理小説。
ドルリー・レーンを探偵役とする「悲劇」4部作の第1部。本作を含む4作品は「バーナビー・ロス」名義で発表された。
本作のタイトルは、作中でしばしば「未知数X」の意味で犯人をXと仮定していることと、第3の殺人の被害者が犯人を示すためのダイイング・メッセージとして指をクロスさせていたことに由来する。

## あらすじ
満員の市電の中という密閉状況の中で、ニコチン液に浸した針を使用した巧妙な殺人が発生する。被害者である株式仲買人のハーリー・ロングストリートは多数の人間から恨まれており、容疑者が続々と現れるがいずれも逮捕の決め手に欠けていた。お手上げとなったサム警視とブルーノ地方検事は、必死の思いで元舞台俳優の名探偵ドルリー・レーンに協力を要請する。
やがて、ブルーノ地方検事の元に、ロングストリートが殺されたときに同じ市電に乗り合わせていたという者から殺害犯人を教えるという密告状が届く。ブルーノ地方検事とサム警視、ドルリー・レーンが待ち合わせのウィーホーケン渡船場のフェリー発着場に行くと、そこで誰かがフェリーから海に落ちたと騒ぎが起きる。被害者の顔は潰れて判明できなかったが、服装や死体の左脹脛にある傷跡から市電の車掌チャールズ・ウッドと判明する。
やがて、ロングストリートの共同経営者で渡船場に居合わせたジョン・ドウィットが一連の殺人事件の犯人として逮捕され、裁判にかけられる。ところが、レーンがバックに就いた弁護側により、ドウィットが第2の事件の直前に負った傷から殺害が不可能なことが証明される。
しかし、無罪放免されたドウィットが弁護側の一行と列車に乗り込んだところ、ドウィットは何者かにより最後部の客車で射殺される。その左手の中指は、人差し指の上にねじ曲げられて「X」の形を作っていた。

## 提示される謎
- ダイイング・メッセージ（Ｘの指す意味）

## 作品の評価
- エラリー・クイーン・ファンクラブ会員40名の採点による「クイーン長編ランキング」[1]では、本作品は2位に評価されている[注 1]。
- 海外ミステリ人気投票のような企画では、1985年『週刊文春』（東西ミステリーベスト100）で27位に、1999年『EQ』の海外ミステリー・ベストテンで9位、2012年『週刊文春』（東西ミステリーベスト100）で14位に評価されている。

## 日本語訳
- 『Xの悲劇』大久保康雄訳、新潮社〈新潮文庫〉。
- 『Xの悲劇』田村隆一訳、角川書店〈角川文庫〉⇒グーテンベルク21。
- 『Xの悲劇』鮎川信夫訳、東京創元社〈創元推理文庫〉。旧訳版
- 『Xの悲劇』宇野利泰訳、講談社文庫⇒早川書房〈ハヤカワ・ミステリ文庫〉。
- 『Xの悲劇』越前敏弥訳、角川文庫、2009年。新訳版
- 『Xの悲劇』中村有希訳、東京創元社〈創元推理文庫〉、2019年。新訳版